# Gufū shōgi
Gufū shōgi (颶風gufū "uragano"), è una variante moderna dello shōgi (scacchi giapponesi). Non è giapponese, essendo stata inventata nel 1998-2001 da Georg Dunkel della Finlandia, che la ha definita "più piccola della più piccola" riferendosi a nana shōgi, e incorpora elementi di unashōgi, iniziando con una tavola vuota. Incorpora anche il concetto di pezzi condivisi, pezzi controllati da entrambi i giocatori nei rispettivi turni. Fino all'invenzione di bushi shōgi da parte dello stesso anno, da parte dello stesso Dunkel, era la variante più piccola del mondo (e secondo alcuni lo è ancora, viste le regole molto particolari della nuova variante. 

## Regole del gioco

### Obbiettivo
L'obiettivo del gioco è catturare il re del tuo avversario. 

### Attrezzatura da gioco
Due giocatori, Bianco e Nero (o 先手sente e 後手gote ), giocano su una scacchiera di 3 righe per 2 colonne. I quadrati sono indifferenziati da segni o colore. 
Ogni giocatore ha un re, distinto per colore (bianco e nero). Ci sono altri due pezzi di colore neutro: Kaze (風 "vento") e Arashi (嵐 "tempesta"). 

### Movimento dei pezzi
I pezzi possono muoversi su determinate caselle (indicate col simbolo ֎) e quindi ruotare di 90° in senso orario, oppure semplicemente ruotare sul posto.
| Notazione |                                                                  |
| ֎         | Si muove su una casella adiacente e ruota di 90° in senso orario |
| ?         | Ruota di 90° in senso orario senza muovere                       |

| ■ |   |    |   | ■ |
|   | ֎ | ֎  | ֎ |   |
|   | ֎ | 王 | ֎ |   |
|   | ֎ | ֎  | ֎ |   |
| ■ |   |    |   | ■ |

| ■ |   |    |   | ■ |
|   | ֎ | ֎  | ֎ |   |
|   | ֎ | 玉 | ֎ |   |
|   | ֎ | ֎  | ֎ |   |
| ■ |   |    |   | ■ |

| ■ |   |    |   | ■ |
|   |   | ֎  |   |   |
|   |   | 風 |   |   |
|   | ֎ |    | ֎ |   |
| ■ |   |    |   | ■ |

| ■ |   |    |   | ■ |
|   | ֎ | ֎  | ֎ |   |
|   | ֎ | 嵐 | ֎ |   |
| ■ |   |    |   | ■ |
| ■ |   |    |   | ■ |

### Impostazione
La scacchiera, 3×2, è inizialmente vuota. I Re vengono paracadutati per primi, seguiti da Kaze paracadutato dal Nero e Arashi dal Bianco.

### Gioco
Kaze e Arashi sono pezzi condivisi e come tali appartengono, al turno del Nero, al Nero e, a quello del Bianco, al Bianco (anche se sono stati mangiati, chiunque può paracadutarli dove e come vuole). L'unica eccezione è quando uno dei due giocatori sta dando scacco, nel qual caso appartengono al giocatore che da scacco e non possono essere mossi dall'avversario sotto scacco. Inoltre, non è consentito catturare il pezzo che da scacco con il Re, mentre può farlo con l'altro pezzo condiviso, se anche questo non sta dando scacco. I Re possono muoversi uno accanto all'altro, ma non possono affrontarsi direttamente (trovarsi con le punte rivolte una contro l'altra). 
Kaze e Arashi danno scacco solo quando sono in "contatto" con il Re del giocatore che controlla (ovvero quando quest'ultimo si trova anch'esso nell'area di cattura del pezzo). Dare scacco paracadutando un pezzo è illegale. 
Ovviamente, il Re dovrebbe provare a uscire dallo scacco (ma non è obbligato, anche se il contrario porterebbe alla sconfitta), spostandosi su una casella non controllata o mangiando il pezzo che da scacco. Quando questo non è possibile, è scaccomatto. Viste le particolarità del gioco, non possono esistere situazioni simili allo stallo (che comunque nello shōgi è considerato al pari dello scaccomatto). 

## Notazione di gioco
Il metodo utilizzato nei testi in lingua inglese per esprimere le mosse dello shogi è stato stabilito da George Hodges nel 1976. Deriva dalla notazione algebrica usata per gli scacchi, ma differisce per diversi aspetti. È stato modificato per l'uso in gufū shōgi.
in primo luogo, viene scritto il simbolo del pezzo: K (king) per il re, W (wind) per kaze, S (storm) per arashi. Segue quindi un trattino (-) se il pezzo si muove semplicemente, un asterisco (*) se il pezzo viene paracadutato, una crocetta (x) se il pezzo cattura e due punti (:) per la semplice rotazione. A questo punto vengono scritte le coordinate, un numero arabo per la colonna e un numero giapponese per la riga, con la casella 1一 in alto a destra e 2三 in basso a sinistra (dal punto di vista del Nero). Oltre alle coordinate, dopo un paracadutaggio, è obbligatorio indicare il verso, preceduto da >, ed è comunque consigliato per le altre mosse. I versi sono, in senso orario partendo dall'alto (dal punto di vista del Nero) N (nord), E (est), S (sud) e W (ovest). Al contrario di quanto accade negli scacchi occidentali, azioni come scacco o scaccomatto non vengono indicate, per quanto potrebbero essere trascritte rispettivamente come + e #. le mosse vengono numerate come nello shōgi, dove una semimossa degli scacchi corrisponde a una mossa dello shōgi. Ecco alcuni esempi:
- Il re viene paracadutato nella casella in basso a sinistra in direzione ovest: K*2三>W
- Arashi si muove verso la casella in alto a destra e ruota in direzione nord, dando scaccomatto: S-1一>N#
- Kaze cattura nella casella a metà a sinistra in direzione sud e da scacco: Wx2二>S+
- Il re ruota in direzione est restando sulla casella a metà a destra: K:1二>E